# Cinnemousun Narrows Provincial Park
Der Cinnemousun Narrows Provincial Park (teilweise auch nur Cinnemousun Narrows Park) ist ein Provincial Park im Südwesten der kanadischen Provinz British Columbia. Der etwa 584 Hektar (ha) große Park liegt nördlich von Sicamous im Columbia-Shuswap Regional District.

## Anlage
Der Park liegt am Ufer des Shuswap Lake, zu beiden Seiten der Engstelle an dem die vier Seeteile aufeinander treffen. Dabei umfasst der Park dabei sowohl Landfläche wie auch Wasser- und Uferfläche. Die Engstelle die durch das zusammentreffen von Salmon Arm (Südwesten), Anstey Arm (Nordosten), Seymour Arm (Norden) und Hauptsee (Westen), der auch als Shuswap Arm entsteht, wird als Cinnemousun Narrows bezeichnet. Der Parkteil nördlich der Engstelle grenzt an zwei Teilbereiche des Shuswap Lake Marine Provincial Park, im Nordwesten an die Nielsen Beach Site und im Nordosten an die Anstey View Site. Weiterhin liegen am Shuswap Lake mit dem Anstey Hunakwa Provincial Park, dem Herald Provincial Park, dem Shuswap Lake Provincial Park und dem Silver Beach Provincial Park noch weitere der Provincial Parks in British Columbia.
Der Park ist ein sogenannter Back Country Park, da er nicht über öffentliche Straßen erreicht werden kann. Der Zugang erfolgt einzig über Fuß- und Reitwege oder auf dem Wasserweg. 

## Geschichte
Der Park wurde 1956 errichtet. Im Laufe von Änderungen in den Jahren 1980, 1986, 1988, 1993, 2000, 2001 und 2004 wurden sein Grenzen verändert und auch wurde mehrfach die Rechtsgrundlage für den Schutz geändert. Zuletzt wurden im Jahr 2025 seine Grenzen verändert. Dabei wurde die Parkfläche von zuvor 738 ha auf nun 584 ha verringert. 
Wie jedoch grundsätzlich bei allen Provinzparks in British Columbia gilt auch für diesen, dass die Gegend, lange bevor sie von europäischen Einwanderern besiedelt oder sie Teil eines Parks wurde, Jagd- und Siedlungsgebiet verschiedener Gruppen der First Nations, hier Gruppen der Secwepemc, war. Deren Nutzung der Gegend ist durch archäologische Fundstellen in Form von Grubenhäusern, sogenannte „Kekuli“, dokumentiert.

## Flora und Fauna
Mit dem Biogeoclimatic Ecological Classification (BEC) Zoning System wird das Ökosystem von British Columbia in verschiedene biogeoklimatische Zonen eingeteilt. Biogeoklimatische Zonen zeichnen sich durch ein grundsätzlich identisches oder sehr ähnliches Klima sowie gleiche oder sehr ähnliche biologische und geologische Voraussetzungen aus. Daraus resultiert in den jeweiligen Zonen dann grundsätzlich auch ein sehr ähnlicher Bestand an Pflanzen und Tieren. Innerhalb dieser Systematik wird der Park der Interior Cedar—Hemlock zugeordnet.

## Aktivitäten
Der Park verfügt nur über wenig touristische Infrastruktur. Neben einem Picknickbereich verfügt der Park über zwei einfache Schutzhütten.